# Kleinste honingspeurder
De kleinste honingspeurder (Indicator exilis) is een vogel uit de familie Indicatoridae (Honingspeurders).

## Verspreiding en leefgebied
Deze soort komt voor in westelijk en centraal Afrika en telt drie ondersoorten:
- I. e. poensis: het eiland Bioko in de Golf van Guinee.
- I. e. exilis: van Senegal en Gambia tot de Centraal-Afrikaanse Republiek zuidelijk naar noordelijk Angola en noordwestelijk Zambia.
- I. e. pachyrhynchus: oostelijk Congo-Kinshasa, zuidelijk Oeganda, westelijk Kenia en noordwestelijk Tanzania.

## Status
De grootte van de populatie is niet gekwantificeerd maar de soort wordt omschreven als wijdverspreid maar niet algemeen. Op de Rode lijst van de IUCN heeft deze soort de status niet bedreigd.